# آریل مریدیت
آریل مریدیت (به انگلیسی: Ariel Meredith) (زاده ۱۱ ژوئیه ۱۹۸۶) مدل آمریکایی است.